# A 47 metres
A 47 metres (títol original, 47 Meters Down) és una pel·lícula de terror britànica de 2017 dirigida per Johannes Roberts, escrita per Roberts i Ernest Riera, i protagonitzada per Mandy Moore, Claire Holt, Chris J. Johnson, Yani Gellman, Santiago Segura i Matthew Modine. Va ser estrenada el 16 de juny de 2017 i ha recaptat més de 61 milions de dòlars a tot el món. Ha estat doblada al català.

## Argument
La trama segueix a dues germanes Kate i Lisa, que van de vacances a Mèxic i estan convidades a anar en una gàbia de busseig i veure els taurons de prop. Però quan el cable que sosté la gàbia es trenca i s'enfonsa a les profunditats de l'oceà, a 47 metres sota l'aigua amb les dues noies atrapades dins, han de trobar una manera d'escapar, amb el seu subministrament d'aire baix i sent assetjades per grans taurons blancs.

## Repartiment
- Mandy Moore com Lisa
- Claire Holt com Kate
- Chris J. Johnson com Javier
- Yani Gellman com Louis
- Santiago Segura com Benjamin
- Matthew Modine com a capità Taylor
- James Van Der Beek com a Stuart (escenes eliminades)

## Producció
Mandy Moore i Claire Holt van aprendre a bussejar per a la pel·lícula, ja que no tenien experiència. La majoria de la filmació submarina va ocórrer en l'estudi subaquàtic a Basildon, Essex al Regne Unit i per a les escenes exteriors van ser filmades a República Dominicana. La gàbia dels taurons i la grua es van construir en una granja a Kent. James Van Der Beek va ser triat com el nuvi de Lisa, Stuart, i va filmar diverses escenes amb Mandy Moore. No obstant això, totes aquestes escenes van ser tallades. La versió final de la pel·lícula només fa referència a Stuart. Per replicar els organismes trobats sota l'aigua, es va afegir bròquil finament picat al tanc. Mandy Moore va dir que era bastant desagradable després d'unes setmanes, i el va comparar amb rodar en una sopa.

## Llançament
Dimension Films fou el distribuïdor original que al principi havia planificat d'estrenar la pel·lícula en DVD i VOD el 2 d'agost de 2016. No obstant, el 25 de juliol, Variety va informar que Dimension n'havia venut els drets a Entertainment Studios. Entertainment Studios va cancel·lar l'estrena en DVD el 2 d'agost i va decidir estrenar-la en cines als Estats Units el 16 de juny de 2017. El títol de treball de la pel·lícula era A 47 metres, que Dimension havia canviat a In the Deep per la distribució domèstica, però quan va comprar la pel·lícula Entertainment Studios va tornar al títol original. Dimension ja havia enviat discos de prova a la premsa i DVD a les botigues abans de l'acord. Els DVD, amb el títol In the Deep, es van retirar de la venda; això no obstant, algunes botigues van vulnerar la data de compromís, i se'n van vendre algunes còpies físiques, que després han aparegut a eBay com a peces de col·leccionista.

## Recaptació
A Nord Amèrica, A 47 metres va ser llançada al costat d'All Eyez on Me, Rough Night i Cars 3, i va ser inicialment projectada per recaptar al voltant de 5 milions de dòlars estatunidencs en 2.300 sales de cinema en el seu cap de setmana d'obertura. Sense això va fer 4,5 milions de dòlars en el seu primer dia (incloent-hi 735.000 de dòlars en la nit de dijous), incrementant en el seu cap de setmana un estimat d'11 milions de dòlars. Va recaptar 11,5 milions i va acabar en cinquè lloc a la taquilla.

## Recepció
A Rotten Tomatoes, el film té una aprovació de 55% basat en 66 comentaris, amb una mediació de 5,6 / 10. El consens del lloc web diu el següent, «A 47 metres no pren la seva premissa aterridora tan lluny com hauria de ser, però els seus antagonistes dentals encara ofereixen algunes emocions per als entusiastes dels gèneres menys exigents.» A Metacritic, se li assigna una puntuació normalitzada, té una qualificació de 55 sobre 100, basat en 19 crítiques, indicant "crítiques mixtes". A Cinemascore, les audiències li dona una qualificació de C en l'escala de l'A+ a F.